# Live à Paris (DVD)
Live à Paris è il terzo home video della cantante canadese Céline Dion. È stato registrato dal vivo al nuovo teatro Zenith di Parigi, in Francia in ottobre e novembre 1995, durante il D'eux Tour. Il concerto è stato distribuito su VHS l'11 novembre 1996 e poi su DVD il 17 novembre 2003. Il DVD non include il brano "River Deep, Mountain High".

## Descrizione
Live à Paris contiene per lo più brani in lingua francese, oltre a qualche hit in inglese. Nei brani "Les derniers seront les premiers" e "J'irai où tu iras", Céline è affiancata sul palco dall'autore, il cantautore Jean-Jacques Goldman.
È disponibile anche il CD Live à Paris, pubblicato il 28 ottobre 1996, contenente 14 dei 19 brani interpretati nel concerto e, come bonus track, una registrazione in studio di "To Love You More".
Dopo il 1995, Céline tornerà ad esibirsi dal vivo a Parigi nel 1999 (da cui il DVD Au cœur du stade) e nel 2008.

## Successo
Il VHS ha ottenuto 3 dischi di platino in Francia (60,000) ed 1 l'ha ottenuto il DVD (20,000). Nella classifica francese degli home video musicali, disponibile dal settembre 2003, Live à Paris è al numero 24.

## Tracce
1. J'attendais
2. Destin
3. The Power of Love
4. L'amour existe encore
5. Regarde-moi
6. River Deep, Mountain High
7. Un garçon pas comme les autres (Ziggy)
8. Misled
9. Love Can Move Mountains
10. Calling You
11. Les blues du businessman
12. Les derniers seront les premiers
13. J'irai où tu iras
14. Je sais pas
15. Le ballet
16. Prière païenne
17. Pour que tu m'aimes encore
18. Quand on n'a que l'amour
19. Vole

### Bonus
- Les coulisses du spectacle
- Karaoké "Les derniers seront les premiers"
- Galerie photos